# Fliken

Fliken är en liten by i Norbergs kommun.

## Historia

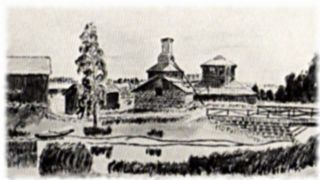
Flikens hytta

Fliken omnämns för första gången i skrift 1496 men stavades då Flykenne, det har producerats järn från en hytta öster om Flikån enligt dessa gamla uppgifter. Att döma av hyttskatten 1686 som var 18 lispund  var Flikhyttan bland de största i socknen på den tiden. Enligt skrifterna fanns även stånghammare som drevs av vatten från ån på platsen, men av dessa finns inget kvar.
Hyttan drevs 1698 på denna plats, möjligen redan så tidigt som 1539 (en hytta fanns någonstans i området). Den ägdes huvudsakligen av Fagerstakoncernen från 1850 till sista nedblåsningen 1888.
År 1903 uppfördes en såg på vad som då var hyttbacken. Sågen som ägdes av Axel Axfeldt exporterade bland annat brädor till England. Axfeldt som var en god entreprenör startade dessutom tegelbruk och kraftstation. 1919 sysselsatte tegelbruket 15 personer och sågen 18.

## Fliken idag

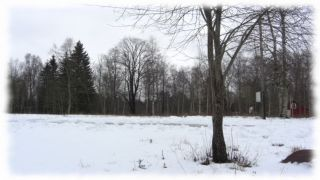
Sågbacken 2008.

Av byns såg och tegelbruk finns idag inget kvar. Av hyttan, som var byggd av stora bearbetade stenar, syns resterna fortfarande tydligt och de stora slagghögarna som skvallrar om forna tiders arbete och slit syns i naturen, största slagghögen är en udde ut i sjön Gäsen – slaggudden. Gamla hyttbacken är igenvuxen och sågbacken används som parkering. Den gamla färdestugan står fortfarande kvar och har använts som vandrarhem för vandrare som kommit till Fliken via malmvägen mellan Norns bruk och Klackberg, som passerar intill. Badplatsen är välbesökt sommartid och vintertid kan man köra skoter på den nyligen anlagda skoterleden.
I dagsläget finns i Fliken 6 permanentboenden och 8 säsongsboenden.

## Galleri

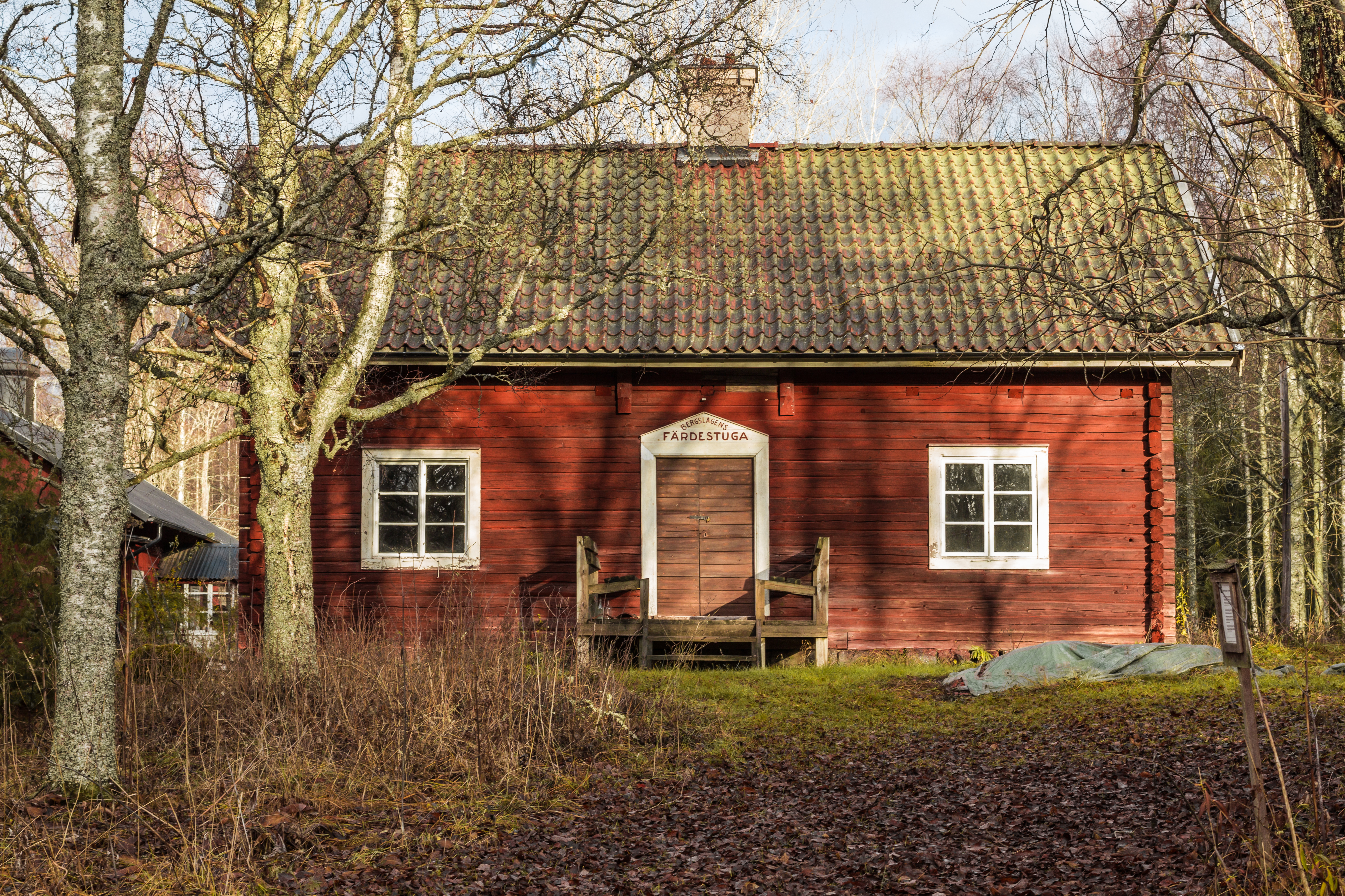
Färdestugan.
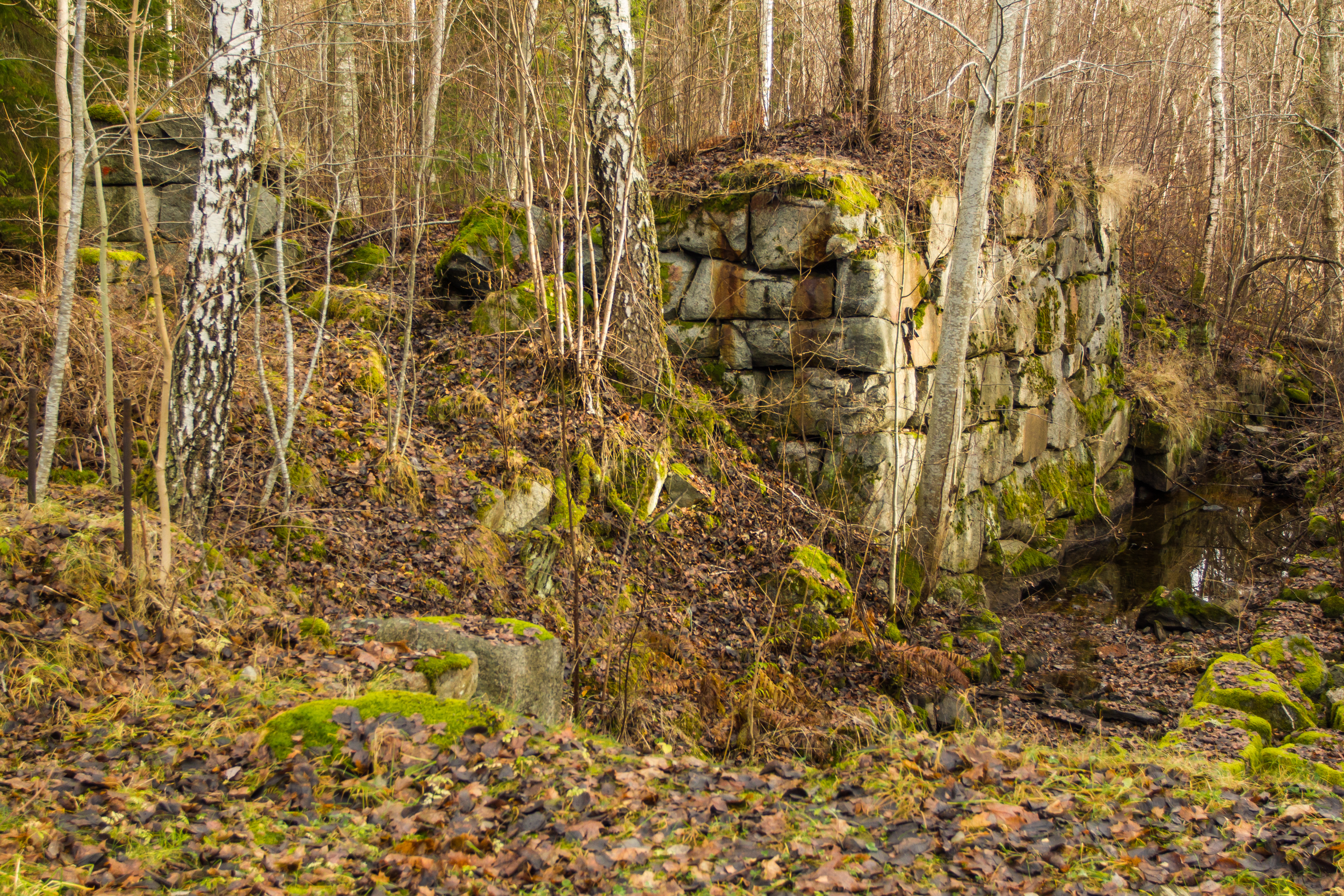
Ruinen av sista hyttan, uppförd på 1860-talet.
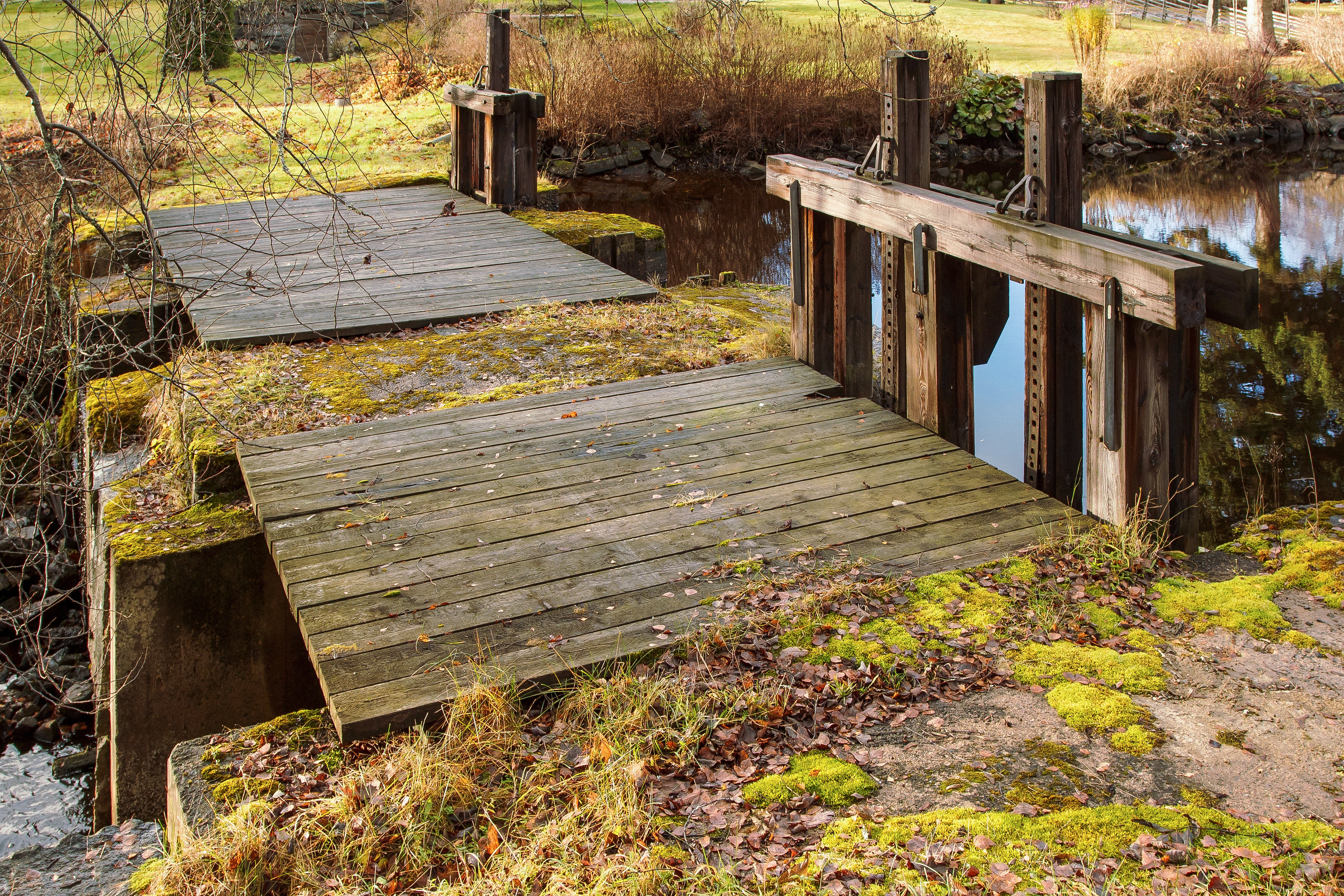
Fördämningen vid Flikens hytta.
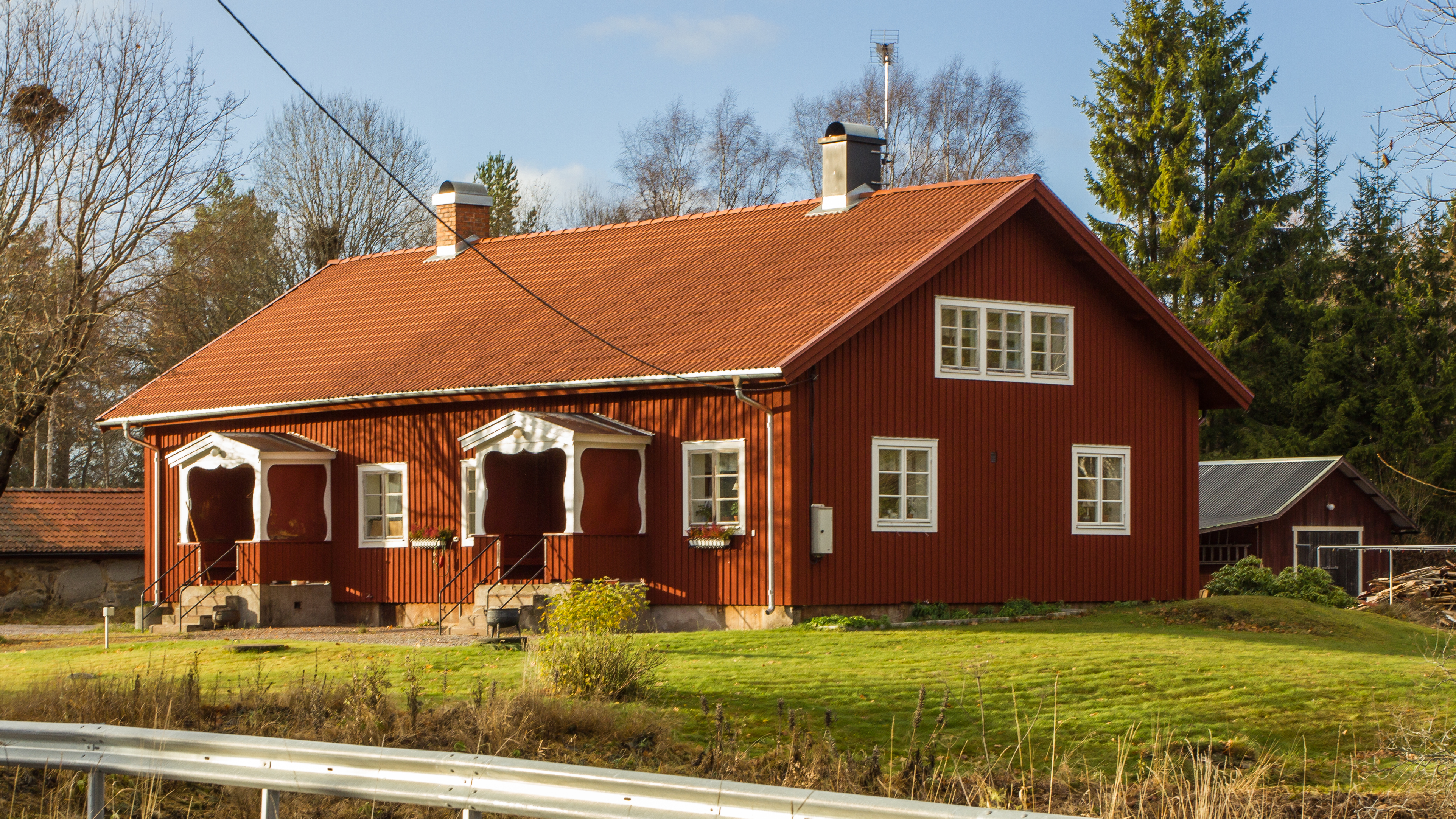
Före detta arbetarbostäder.